# Notte ucraina
Notte ucraina è un dipinto a olio su tela del pittore russo Arkhip Kuindzhi, del 1876. Il dipinto fa parte della collezione della Galleria Tret'jakov, a Mosca (inv. 879).
Questo dipinto è considerato una svolta fondamentale nell’opera dell’artista. A partire da esso, Kuindzhi si distaccò dal romanticismo accademico delle sue prime opere, e l’esotismo dell’immagine divenne una cifra distintiva del suo stile. Gran parte del dipinto Notte ucraina è eseguita nei toni vellutati del blu e del nero, mentre soltanto le pareti chiare delle casette di tipo mazanka, sul lato destro della composizione, risplendono intensamente alla luce lunare.

## Recensioni
Lo scrittore Mikhail Nevedomsky, autore di una biografia di Kuindzhi, ha scritto: 
```
"Ma il vero trionfo di Kuindzhi fu il suo dipinto del 1876 – 
Notte ucraina
, che adornò, nel vero senso della parola, la quinta mostra itinerante. Si può dire che proprio in quest'opera Kuindzhi si scoprì per la prima volta, trovò la sua strada autentica e rivelò tutta la ricchezza della sua individualità artistica. È con 
Notte ucraina
 che si dovrebbe segnare l'inizio del periodo maturo nella produzione di Kuindzhi..."
[
2
]
```

Lo storico dell'arte Vladimir Petrov, nel suo articolo dedicato al 150º anniversario della nascita di Arkhip Kuindzhi, scrisse: "Nel 1876, Kuindzhi si rivelò al pubblico come un cantore incomparabile delle notti della steppa: fu allora che alla quinta Mostra itinerante dei Peredvizhniki apparve il celebre dipinto Notte ucraina (conservato presso la Galleria Tret'jakov). Il cielo profondo, di un blu scuro costellato di stelle brillanti, le candide casupole del villaggio illuminate dalla luna, i pioppi snelli dalle chiome piramidali e uno stagno ricoperto di canne — tutto questo fu reso con una sintesi luministica e cromatica sorprendentemente audace. L’opera unisce un realismo quasi “sensoriale” a un lirismo visivo di rara intensità, che non solo affascina per la perfezione illusoria della rappresentazione, ma evoca anche, con forza poetica, le descrizioni ispirate della “meravigliosa notte ucraina” lasciateci da Pushkin e Gogol."